# Caldesia janaki-ammaliae
Caldesia janaki-ammaliae är en svaltingväxtart som beskrevs av Ratna Guha och M.S.Mondal. Caldesia janaki-ammaliae ingår i släktet Caldesia och familjen svaltingväxter. Inga underarter finns listade.